# Earl Soham
Earl Soham – wieś w Anglii, w hrabstwie Suffolk. Leży 20 km na północ od miasta Ipswich i 124 km na północny wschód od Londynu.